# Об'єм циркулюючої крові
Об'єм циркулюючої крові (абревіатура ОЦК) — медичне поняття, яке вказує на кількість крові у літрах (або мл), яка циркулює у певної людини у судинах.

## Значення
Згідно з нормальною фізіологією людини, вся кров, що циркулює, в дорослої людини становить 8 % від маси тіла (для статевозрілого здорового чоловіка вагою 70 кг, ОЦК становить 5600 мл). В дітей ОЦК становить понад 10 % від маси тіла, у молодої людини — 7 %, у молодої людини жіночої статі — трішки менше 6 %. Люди із гіподинамічним способом життя теж мають менший об'єм крові ніж у нормі, у той час як треновані спортсмени — більше, інколи навіть до 10 %.
Наукова медицина стверджує, що ОЦК це збірне складне поняття. І хоч ОЦК визнають як константу, насправді цей показник змінюється в однієї і тієї ж людини залежно від віку, функціонального стану органів, зокрема їхніх захворювань та травм.
У клінічній медицині, цей показник є умовно сталим на момент обстеження, лікування чи надання медичної допомоги конкретній людині. Це дає можливість лікарям оцінювати об'єм крововтрати, ступінь геморагічного шоку, ступінь гіповолемічного шоку, функціональний стан організму.

## Регулювання
Для підтримання сталого об'єму крові, що циркулює у судинному руслі (судинна кров) необхідні «запасні резервуари» з регулювальними механізмами. В людському організмі ними слугують депо крові — селезінка, печінка, шкіра. Частковим депо рідкої частини крові (плазми) є міжклітинна рідина. Ці депо здатні як вбирати в себе частину судинної крові, так і віддавати до 90 % свого об'єму.
Робота самих депо має складний механізм керування.